# Michelle Ngozo
Michelle Ngozo (* 15. Mai 2000) ist eine südafrikanische Leichtathletin, die sich auf den Hochsprung spezialisiert hat.

## Sportliche Laufbahn
Erste internationale Erfahrungen sammelte Michelle Ngozo im Jahr 2023, als sie bei den World University Games in Chengdu mit übersprungenen 1,70 m in der Vorrunde ausschied. Im Jahr darauf belegte sie bei den Afrikameisterschaften in Douala mit 1,75 m den achten Platz.
In den Jahren 2023 und 2024 wurde Ngozo südafrikanische Meisterin im Hochsprung.